# Steagul Regiunii Cernăuți

Steagul Regiunii Cernăuţi (raport: 2:3)

Steagul Regiunii Cernăuți este steagul oficial al regiunii ucrainene Cernăuți. El a fost oficial adoptat la data de 12 decembrie 2001 prin decizia № 172-17/01 a Consiliului Regional Cernăuți.
Steagul are o formă dreptunghiulară cu un raport de 2:3 între lățime și lungime. În marginile de sus și de jos sunt benzi albastre și galbene. Lățimea benzii albastre este de 1/10 din lățimea totală a steagului, iar cea a benzilor galbene este de 1/30. În centrul steagului se află un șoim alb pe fundal verde. Înălțimea șoimului este egală cu jumătate din înălțimea steagului. 
Șoimul alb este un simbol al frumuseții, al curajului și al inteligenței bucovinenilor. Fundalul de culoare verde semnifică prosperitatea și speranța. Benzile albastre și galbene simbolizează Regiunea Cernăuți, albastrul referindu-se la râurile din regiune (în special Prut și Nistru) și galbenul la câmpiile cultivate cu cereale.
Autorul desenului steagului este Orest Krivoruciko, artist grafic, membru al Uniunii Naționale a Artiștilor din Ucraina.